# Mirza Ibrahimov
Mirza Ibrahimov (în azeră: Mirzə İbrahimov) (n. 15 octombrie 1911, la Sarab – d. 17 decembrie 1993, la Baku) a fost un prozator și dramaturg azer.
În creația sa, a înfățișat lumea rurală în perioada interbelică și în socialism și pagini din istoria Spaniei republicane.

## Scrieri
- 1935: Haiat
- 1938: Madrid
- 1948: Va sosi timpul ("Kälädzak kün")
- 1957: Marele sprijin ("Böjüg dajag")